# جزیره گنبان
جزیره گُنبان یا گمبان نام جزیرهٔ کوچکی در دریاچه طشک در استان فارس ایران است. بلندترین نقطه جزیره گنبان ۱۷۳۴ متر از سطح دریاست که از سطح دریاچه حدود ۱۸۵ متر بلندتر است.
آبادی‌های پیرامون و نزدیک این جزیره عبارتند از: طشک، دهنه گُمبان، دولت‌آباد، کوه ریگ و چاه خولو. چشمه گمبان، تالاب گمبان و سد گمبان از نقاط دیدنی نزدیک به این جزیره هستند.